# Первые шаги
«Первые шаги» (англ. First Steps) — пятый эпизод второго сезона американского мультсериала «Новые приключения Человека-паука», основанного на одноимённом персонаже комиксов Marvel, созданном Стэном Ли и Стивом Дитко.

## Сюжет
Человек-паук патрулирует город и видит Эдди Брока, но думает, что ему показалось. Тем временем Сэндмен грабит ювелирный магазин. По прибытии Паук сражается с ним. Подъезжающая полиция отпугивает преступника, и он убегает, забывая награбленное. В школе Салли высказывает Лиз претензии, что вторая встречается с Питером. Лиз также говорит, что вернулся её брат Марк. Флэш Томпсон хочет встречаться с новенькой и приглашает её на свою вечеринку в честь дня рождения. В город также возвращается Гарри, и Питеру мерещится Зелёный гоблин.
Молотоглав подкидывает работу Сэндмену. Гарри приглашает Гвен пойти на свидание на вечеринке у Флэша. Одноклассники решают, что пойдут вчетвером. Ночью Паук, летая над городом, размышляет об этом и надеется, что Гарри больше не будет принимать глобулин. Он снова замечает Эдди, но в музее звучит сигнализация. Его грабит Сэндмен. Паук обнаруживает, что злодей стал сильнее, и говорит, что с такими способностями тот мог бы творить добро. Когда приезжают копы, Сэндмен уходит.
На следующий день Питер отправляется с друзьями к Флэшу. Именинник удивляется приходом Питера, ведь не приглашал его. Его позвала мать Флэша, которая говорит, что он и Питер — лучшие друзья. Все удивляются. Флэш говорит, что это было в детском саду. Тем временем Сэндмен помогает девочке построить песочный замок. Молотоглав, замечая это, говорит, что тот стареет, а затем отправляет его на нефтяной танкер. На вечеринке Питер снова видит Брока, но слышит новости про Сэндмена и отправляется на танкер. Там он сражается с Марко, который стал гигантского размера. Тем временем люди Молотоглава выкачивают нефть. В ходе битвы Паук вновь видит на крыше здания на берегу Венома. Сэндмен лезет на корабль, покачивая его, и Молотглав с подручными уезжает. Когда танкер начинает тонуть, Флинт спасает людей, так как хотел лишь подзаработать, но не хотел жертв. Он отбрасывает Паука на берег, а сам прижимается к танкеру, после чего тот взрывается. Паук думает, что это конец Сэндмена, и называет его героем, улетая, но Марко выживает. Паук прилетает на стройку, убеждаясь, что симбионт на месте. Следивший за Пауком Брок собирается вызволить пришельца из-под бетона, когда герой улетает.

## Роли озвучивали
- Джош Китон — Питер Паркер (Человек-паук)
- Лейси Шабер — Гвен Стейси
- Аланна Юбак — Лиз Аллан
- Джошуа Лебар — Флэш Томпсон
- Ванесса Маршал — Мэри Джейн Уотсон
- Джеймс Арнольд Тэйлор — Гарри Озборн
- Клэнси Браун — Джордж Стейси
- Джон Димаджио — Сэндмен / Молотоглав
- Бен Дискин — Эдди Брок

## Отзывы

Динамика оценок IGN к эпизодам 2 сезона мультсериала

Эрик Гольдман из IGN поставил эпизоду оценку 9 из 10 и написал, что это был «забавный эпизод». Рецензент вспоминал свой прошлый отзыв из первого сезона, в котором его «впечатлили все умные идеи продюсеров мультсериала о том, как персонаж [Сэндмен] будет использовать свою силу. Но в этом выпуске они превзошли самих себя». Критик также подметил возвращение брата Лиз, Марка, сравнивая его с оригинальным персонажем комиксов, «где он является её сводным братом». Он добавил, что «у нас есть классное небольшое введение для будущего суперсильного персонажа». Гольдман написал, что «на протяжении всего эпизода Сэндмен продолжал производить впечатление», и добавил в конце рецензии, что «это был очень крутой эпизод, наполненный великолепным экшном, хорошо проработанными персонажами и более глубоким пониманием одного из главных злодеев Человека-паука».
Джастин Феликс из DVD Talk подметил, что «Сэндмен, как и в старых историях из комиксов, начинает заигрывать с идеей стать супергероем», и написал в обзоре тома DVD, что «качество этого мультсериала неизменно хорошее».